# Lophostreptus boettegii
Lophostreptus boettegii är en mångfotingart som beskrevs av Filippo Silvestri 1898. Lophostreptus boettegii ingår i släktet Lophostreptus och familjen Spirostreptidae. Inga underarter finns listade i Catalogue of Life.